# Valea lui Mihai
Valea lui Mihai (mai demult Mihaifalău, în maghiară Érmihályfalva, Nagymihályfalva, Mihályfalva) este un oraș în județul Bihor, Crișana, România.

## Istoric
Primul atestat scris despre Valea lui Mihai datează din 20 august 1270. În 1312 primește de la regele Karol Robert drept de a percepe vamă. Denumirea orașului este atestat în diferite documente ca Nogmyhal, Nagmihal, Nochmihal, Nogmichaly, Nogh Myhalfalva. În perioada 1332-1337 are aceeași mărime ca și orașul Jula. În perioada corviniană este amintită printre cele 18 orașe ale județului Bihor, în 1459 primește dreptul de a organiza târg. În 1587 turcii incendiază localitatea iar populația evadează. După plecarea turcilor populația revine și trece la credința reformată. Biserica se reconstruiește, clopotul turnat la Oradea în 1491 se găsește și astăzi în turnul bisericii. În sec. XVI – XVII numărul locuitorilor este foarte mic. În secolul XVIII începe formarea moșiilor mari ca: moșia Stubenberg, Bujanovics, Gencsy, Slavy și Bernat. Recensământul din 1800 atestă 1594 de locuitori. În 1844, 1930, 1989 Valea lui Mihai este declarat oraș. În 1871 se construiește calea ferată, între Debrețin și Satu Mare, iar în 1887 tronsonul Debrețin-Oradea. Până la începutul primului război mondial are loc o dezvoltare economică, în principal a industriei alimentare și agriculturii iar în 1883 se înființează prima bancă. După primul război mondial Valea lui Mihai aparține județului Sălaj. Infrastructura se dezvoltă în special în perioada interbelică. Deceniile comunismului au restructurat și orașul Valea lui Mihai. În anul 1952 se înființează C. A. P. – ul (colectivizarea se desfășoară în perioada 1952 – 1962), în 1949 I.A.S. – ul, în 1941 fabrica de conserve Arovit (ulterior naționalizat de către regimul comunist) și în 1961 Liceul Teoretic. În 1968 ia naștere Spitalul în castelul Bujanovics.

## Geografie
Teritoriul administrativ al orașului Valea lui Mihai este situat în partea de Nord-Vest a județului Bihor. Intravilanul cât și extravilanul aparținător orașului se încadrează în unitatea de relief de câmpie, în zona de câmpie înaltă subcolinară a Câmpiei Careiului (Nyirului). Localitatea este situată la o distanță de 8 km de granița cu Ungaria, iar pe drumul național D.N.19 la cca 67 km nord de Oradea traseu Diosig – Săcuieni Bihor – Tarcea – Valea lui Mihai – Satu Mare.

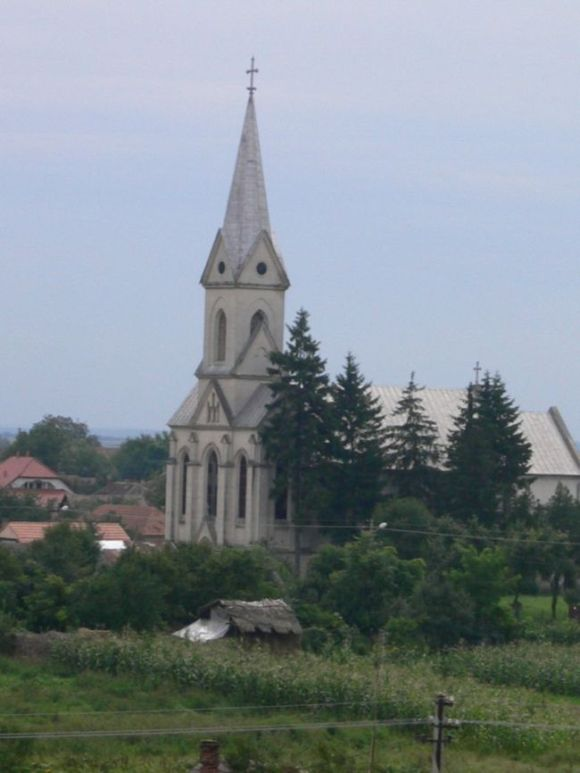
Biserica romano-catolică din Valea lui Mihai

Orașul Valea lui Mihai este străbătut de DN19 cu o lungime de cca 12,50 km. Lungimea totală a străzilor este de 46 km din care cca 19 km modernizate și 27 km nemodernizate. Lungimea căilor ferate în direcția Oradea – Satu Mare respective Ungaria este de cca 9 km.
Suprafața totală a teritoriului administrativ al orașului Valea lui Mihai este de 7345 ha din care teren agricol este 5277 ha și păduri 1264 ha. Intravilanul stabilit este 1114,95 ha, din care nucleul de bază este de 970 ha aprobat de Consiliul Local al orașului Valea lui Mihai.
Suprafața totală a teritoriului administrativ al orașului Valea lui Mihai este de 7.345 ha din care :
- teren agricol : 5.277 ha
- păduri : 1.264 ha

Din datele existente în P.U.G. preliminar a orașului Valea lui Mihai rezultă că orașul are un intravilan stabilit la 1114,95 ha din care nucleul de bază cu 970 ha aprobat de Consiliul Local al orașului Valea lui Mihai.
Suprafața de 973 ha are următoarele funcțiuni : 
- 50,68 % - locuințe și funcțiuni complementare
- 7,25% - zone instituții publice și servicii
- 11,08% - unități industriale și agricolă
- 3,10% - zone verzi
- 2,09% - zone sport agrement
- 9,29% - zone căii de comunicație și transport
- 1,47% - zone gospodării comunale ( cimitire )
- 0,16% - zone construcții tehnico-edilitare
- 0,03% - zone cu destinație speciale
- 0,64% - ape și amenajări aferente
- 2,10% - parcuri, spații verzi, terenul sportiv agrement

Procentul de 5,70 mp/locuitor nu acoperă necesarul față de un necesar de 16,50 mp/locuitor
În partea Nord a orașului la limita intravilanului se află o zonă de pădure cu valoare ecologică și peisagistică cu regim special de protecție – parcul dendrologic – cu suprafața de cca 3,5 ha. Parcul din zona terenului de sport cu suprafață de cca. 2 ha cu specii de foioasă și rășinoase

### Hidrografie

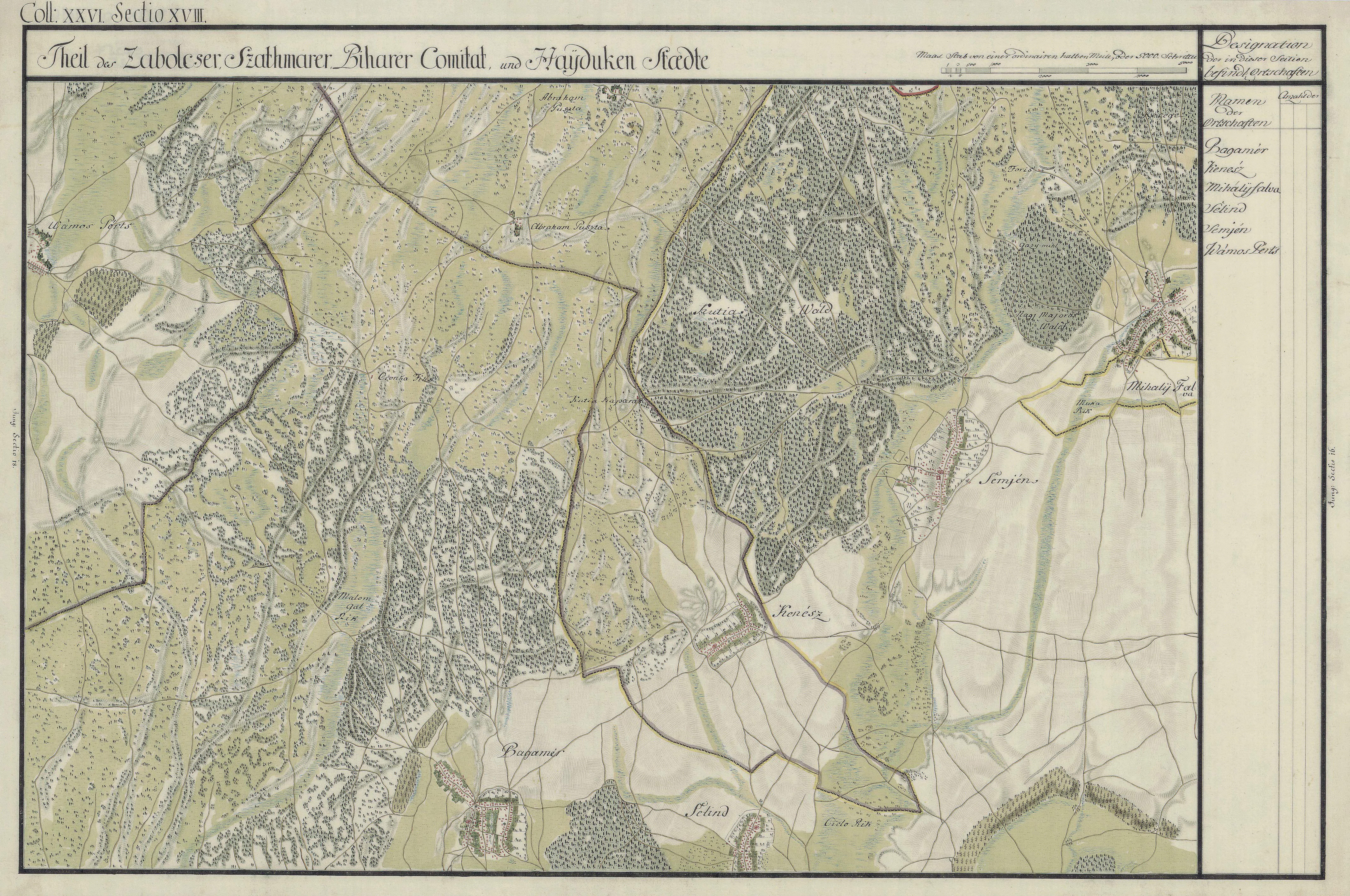
Valea lui Mihai în Harta Iosefină a Comitatului Bihor, 1782-85

Hidrografic teritoriul orașului se încadrează în bazinul Crișurilor, subbazinul Ierului. Configurația hidrografică a localității este dominată de numeroase pârâuri, printre care cele mai importante sunt Mouca și Salcia. Lungimea totală a cursurilor de apă este de 14 km. Apa subterană se găsește la adâncimi variabile dealungul perimetrului orașului. Astfel în zona centrală apa freatică se interceptează la adâncimi de 2,50 m, în zona gării la adâncimi de 3 m. În anotimpul ploios, nivelul apei subterane se ridică la 0,81 – 1,00 m. În adâncime apa se găsește la orizontul de până la 200 m exploatabil.
Sursa de alimentare cu apă a orașului este constituită din 3 foraje cu caracter de explorare-exploatare cu adâncimea de 100 m, cu debitul de apă furnizată de fiecare din ele de cca. 18 mc/oră. În multe gospodării individuale necesitățile de apă potabilă sunt rezolvate prin folosirea, drept sursă, a stratului freatic captat, prin intermediul fântânelor de mică adăncime ( 10 – 15 – 40 m ).

### Geologie
Geologia localității Valea lui Mihai se delimitează în două orizonturi : Orizontul formațiunilor Panoniei ca roca de bază a formațiunilor geologice care formează subasmentul și orizontul formațiunilor de suprafața maternare. 
Din punct de vedere geotehnic pământurile din cuprinsul perimetrului orașului Valea lui Mihai sunt predominant nisipoase, prafoase, sau prafoase nisipoase.

### Resurse naturale
Ca și resurse naturale se pot aminti : lemn de salcâm ( esența tare ) pentru construcții, combustibil, argila pentru cărămidă, apa termală, exploatare de țiței, gaze. Altele surse minerale locale le constiuie exploatările de nisip folosite pentru construcții ( mortar pentru zidărie și tencuieri ) pentru fabricarea BCA. În perspectiva datorită conținutului de cuarț, poate fi găsită nisipului și alte destinații industriale.

## Demografie
Componența etnică a orașului Valea lui Mihai
     Maghiari (79,14%)
     Români (11,55%)
     Romi (4,72%)
     Alte etnii (0,18%)
     Necunoscută (4,42%)
Componența confesională a orașului Valea lui Mihai
     Reformați (46,94%)
     Romano-catolici (29,81%)
     Ortodocși (10,59%)
     Baptiști (3,22%)
     Greco-catolici (1,93%)
     Alte religii (2,74%)
     Necunoscută (4,76%)
Conform recensământului efectuat în 2021, populația orașului Valea lui Mihai se ridică la 8.969 de locuitori, în scădere față de recensământul anterior din 2011, când fuseseră înregistrați 9.902 locuitori. Majoritatea locuitorilor sunt maghiari (79,14%), cu minorități de români (11,55%) și romi (4,72%), iar pentru 4,42% nu se cunoaște apartenența etnică. Din punct de vedere confesional, cei mai mulți locuitori sunt reformați (46,94%), cu minorități de romano-catolici (29,81%), ortodocși (10,59%), baptiști (3,22%) și greco-catolici (1,93%), iar pentru 4,76% nu se cunoaște apartenența confesională.
|  | Graficele sunt indisponibile din cauza unor probleme tehnice. Mai multe informații se găsesc la Phabricator și la wiki-ul MediaWiki. |

Date: Recensăminte sau birourile de statistică - grafică realizată de Wikipedia

## Politică și administrație
Orașul Valea lui Mihai este administrat de un primar și un consiliu local compus din 17 consilieri. Primarul, József-Attila Karsai[*], de la Uniunea Democrată Maghiară din România, este în funcție din 1 noiembrie 2024. Începând cu alegerile locale din 2024, consiliul local are următoarea componență pe partide politice:
|  | Partid                                 | Consilieri | Componența Consiliului | Componența Consiliului | Componența Consiliului | Componența Consiliului | Componența Consiliului | Componența Consiliului | Componența Consiliului | Componența Consiliului | Componența Consiliului | Componența Consiliului |
|  | -------------------------------------- | ---------- | ---------------------- | ---------------------- | ---------------------- | ---------------------- | ---------------------- | ---------------------- | ---------------------- | ---------------------- | ---------------------- | ---------------------- |
|  | Uniunea Democrată Maghiară din România | 10         |                        |                        |                        |                        |                        |                        |                        |                        |                        |                        |
|  | Partidul Social Democrat               | 5          |                        |                        |                        |                        |                        |                        |                        |                        |                        |                        |
|  | Alianța Maghiară din Transilvania      | 2          |                        |                        |                        |                        |                        |                        |                        |                        |                        |                        |

## Tradiție și cultură

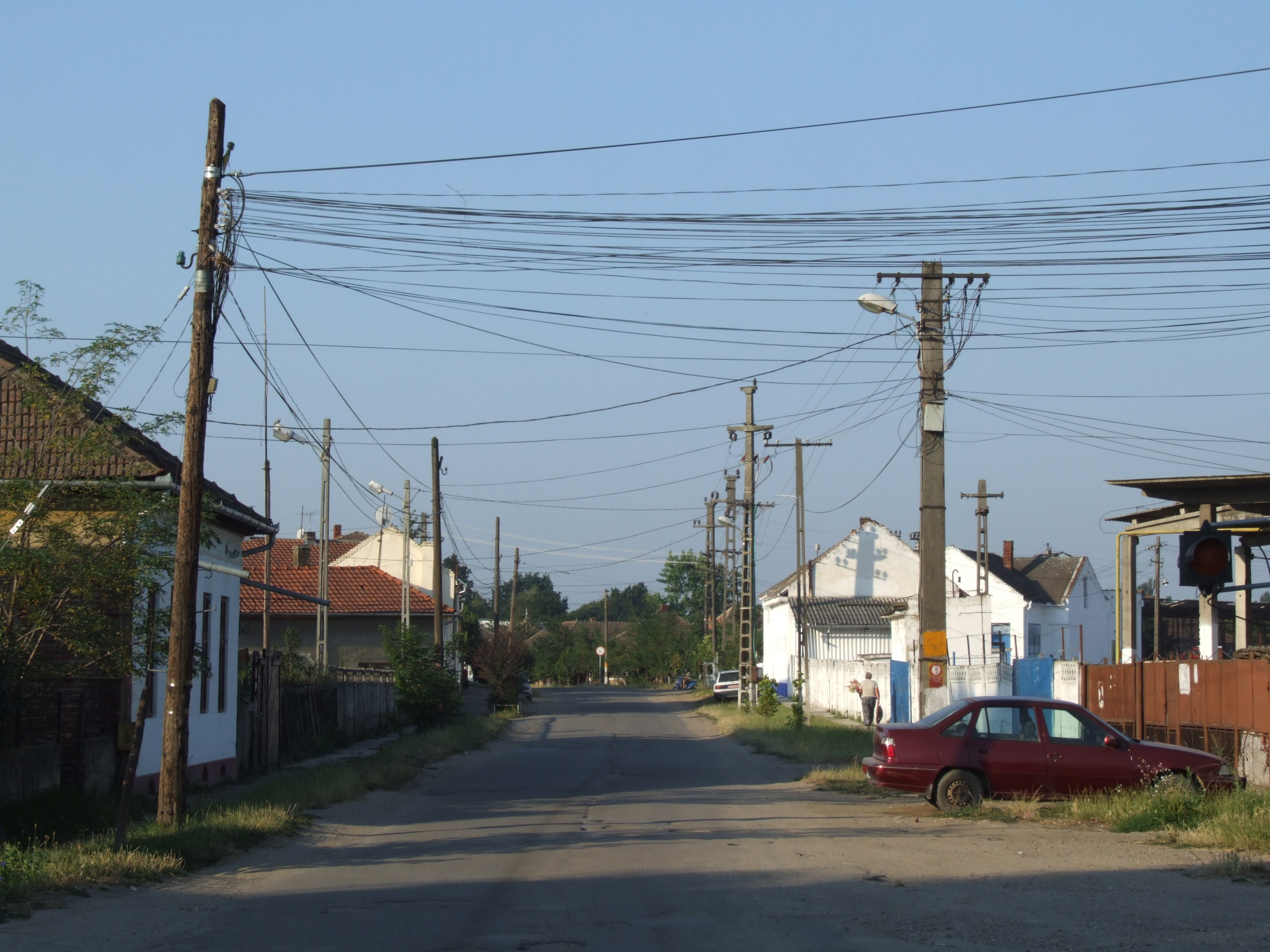
Stradă în Valea lui Mihai

Această zonă a suferit timpuriu efectele trecerii de la cultura rurală autohtonă la cultura civilă, fapt din cauza căruia au dispărut portul popular, respectiv dansul popular propriu al localității. Această zonă întotdeauna a fost un teritoriu al apelor și a mlaștinii, cu preocupațiile aferente, cum ar fi pescuitul. 
Obiceiurile populare, legate de nunți sau obiceiurile de Crăciun și de Anul Nou încă sunt cunoscute și practicate.
Deși dansul popular cu laitmotivele locale a dispărut, cultura de dans al localității este predominată de cultura sătmăreană. Dansatorii trupei de dans popular „Nyíló Akác – Salcâmul în Floare” sunt cei mai importanți maiștri al dansurilor sătmărene din zonă.
Centrul cultural al orașului este Căminul Cultural Bartók Béla, unde își desfășoară activitatea mai multe organizații culturale cum ar fi trupa de teatru Móka, sau cercul literar Máté Imre, trupa de majorette etc.
Fiecare religie importantă este prezentă în Valea lui Mihai. Cea mai importantă este biserica reformată cu 5425 de credincioși, respectiv cea romano-catolică cu 3119 de credincioși. Biserica ortodoxă a apărut în a doua jumătate a secolului XX și are 1159 de credincioși, iar cea greco-catolică, care are mari tradiții în zonă, acum începe să redobândească importanța, având 266 de membri. Există și o mică biserică baptistă, respectiv penticostală.
Principala atracție a orașului este Festivalul „Zilele Salcâmului în Floare”, care are loc în al treilea week-end a lunii mai. Pădurile de salcâm, vânatul, turismul rural constituie un potențial turistic neexploatat împreună cu apa geotermală. Parcul dendrologic constituie o comoară ecologică.

## Economie
La Valea lui Mihai există investiții în lohn, cum sunt Ara Shoes Romania și Lloyd Shoes, firme care produc încălțăminte.